# Slaget ved Svold
Slaget ved Svold (norrønt: Svöldr) var et søslag, hvor Erik Jarl af Norge med hjælp fra Svend Tveskæg og Olof Skotkonung af Sverige besejrede Olav Tryggvason af Norge i september år 999 eller 1000. Olav Tryggvason mistede livet i slaget. Hvor slaget fandt sted er uvist. Ifølge islandsk tradition er Svold et stednavn ved Rügen, men den ældste kilde, Adam af Bremen, henlægger slaget til Øresund. Konfliktens baggrund var sandsynligvis forsøget på at etablere et forenet norsk kongerige, den danske kongemagts politiske interesse i landet og spredningen af kristendommen.
De islandske Kongesagaer indeholder de mest detaljerede beskrivelser af slaget, og ifølge dem var Olav Tryggvason på vej hjem fra Venden, da hans flåde blev overfaldet af en allieret dansk-svensk-norsk flåde. Olav Tryggvason havde kun 11 skibe med sig, heriblandt hans eget Ormen hin lange, som var bemandet med op mod 130 mand, deriblandt den berømte bueskytte Einar Tambeskælver. Det var bruddet på hans bue, der varslede Olav Tryggvasons nederlag. Modstanderne rådede over mere end 70 skibe. Da slaget begyndte, afviste Olav – "i nedladende toner" – at danskere og svenskere skulle kunne udgøre nogen trussel mod hans mænd. Kun Erik Jarls mænd var farlige, da de, som han mente, var norske som os selv. Ifølge sagaerne var årsagen til slaget Olav Tryggvasons uheldige frieri til Sigrid Storråde og hans problematiske ægteskab med Thyre, Svend Tveskægs søster.
Sagaernes beskrivelser af slaget, især Snorre Sturlasons i Heimskringla, har været inspiration til talrige litterære gendigtninger af historien; fx i det store færøske kvad Ormurin Langi (fra omkring 1823) af den færøske digter Jens Christian Djurhuus.

## Sammenhæng
I den tidligste historiske tid var det nuværende Norge opdelt i en række konkurrerende småkongedømmer, helt uden eller kun med en svag centralmagt. Historiografisk har man traditionelt regnet Harald Hårfagers regeringstid i 9. århundrede som begyndelsen på samlingen af Norge til én stat. Arvinger og prætendenter til Hårfagers rige måtte imidlertid kæmpe med stærke regionale ledere, som fx Ladejarlerne mod nord og Vingulmark i øst, mens de danske konger hævdede overhøjhed over de sydlige egne og var ivrige efter at gøre de norske fyrster til deres vasaller. Kristendommens spredning blev i 10. århundrede også en mere og mere betydningsfuld politisk faktor.
I 970'erne blev Haakon Sigurdsson, Jarl af Lade, den mest magtfulde mand i Norge. I begyndelsen blev han støttet af Harald Blåtand, som Haakon betalte tribut til, men pga. modsætninger i religion blev forholdet mellem dem mere anspændt; Harald, der var blevet døbt som kristen, ønskede også at gøre Norge kristent, mens Haakon stædigt holdt fast i den traditionelle religion. Haakon blev i 995 afsat af de norske stormænd, og den unge kristne fyrste Olaf Tryggvason blev hyldet som Norges konge.
Olaf afviste dansk overhøjhed, men gjorde det også til sin mission at gøre sit rige kristent hurtigst muligt. I de egne, der ikke allerede var kristne, nedbrød Olaf ved hjælp af trusler, tortur og henrettelser i løbet af få år den hedenske modstand, og omkring år 1000 var Norge, i det mindste formelt, et kristent land. Hans hårde fremfærd og hurtige opstigning til magtens top betød dog, at Olaf fik mange fjender; de mest magtfulde af dem var Erik Jarl, søn af Haakon Jarl, og Svend Tveskæg, konge af Danmark. De følte begge, at Olaf havde berøvet dem deres retmæssige krav på Norge.
Udfaldet af slaget ved Svold betød, at Norge forblev opsplittet i flere årtier. Det førte til nye konflikter og sammenstød, herunder slaget ved Nesjar og Stiklestad. Først i 1035 kom der en reel afgørelse i magtkampen, da Magnus den Gode besteg tronen i et uafhængigt Norge.

## Begivenheder der ledte op til slaget
Ingen af de samtidige skjaldedigte fortæller noget om årsagerne til slaget, men ifølge Adam af Bremen var det Olaf Tryggvasons danske kone, Thyri, der havde ægget ham til at føre krig mod Danmark; da han fandt ud af, at Svend Tveskæg og Olof Skötkonung havde dannet en alliance, var han blevet så rasende, at han besluttede at angribe. De norske beretninger Ágrip og Historia Norwegie fortæller et lignede forløb: Thyri, der var kong Svends søster, havde ikke fået nogen medgift af sin bror, da hun giftede sig med Olaf. Derfor angreb han Danmark, men var så utålmodig, at han i første omgang kun fik elleve skibe med sig. Olaf håbede, at flere ville følge ham, men da det ikke skete, fortsatte han til Vendland (Pommern?) for at finde allierede dér. Det var på hjemvejen, at han blev overfaldet af Svend og dennes allierede.
Islændingen Oddr Snorrason skrev en omfattende beretning om de problemer, Olafs ægteskab med den danske kongedatter Thyri medførte. Han fortæller, at hun oprindeligt var forlovet og gift med den vendiske konge Boleslaw, og at hun da havde fået en stor medgift med sig; hun ønskede imidlertid ikke at være gift med Boleslaw og sultede sig selv efter brylluppet. Boleslaw sendte hende derfor tilbage til Danmark, hvor hun til sin bror Svends store utilfredshed fik arrangeret et ægteskab mellem sig og Olaf Tryggvason. Svends dronning, Sigrid Storråde, havde længe været modstander af Olaf og æggede derfor sin mand til krig mod ham. Svend begyndte derpå at konspirere med Sigvaldi Jarl og kong Oluf af Sverige for at lokke Olaf i en fælde. Olaf rejste til Vendland for at indkræve Thyris medgift og fik da nys om, at man planlagde et overfald på ham; Sigvaldi kunne imidlertid forsikre ham om, at det ikke var sandt. Olaf blev overbevist om, at rygtet ikke talte sandt, og sendte derfor hovedparten af sin flåde hjem, da mange var utålmodige. Derfor havde han kun en lille flåde med sig, da han blev overfaldet nær Svold.
Fagrskinna og Heimskringla følger i store træk Oddrs beretning, dog i en forsimplet form, men afviger også på flere punkter; fx fortæller Heimskringla, at Sigvaldi sejlede fra Vendland sammen med Olaf og en vendisk flåde for at føre ham i baghold.
Uanset om detaljerne i de ovennævnte fortællinger er sande eller ej, så havde både Svend Tveskæg, Oluf Skötkonung og Erik Jarl gode grunde til at gå imod Olaf Tryggvason. Olaf havde fx taget kontrollen over Viken i det sydlige Norge, et område, der ellers havde været under dansk overherredømme. Olaf havde også sammen med Svend ført krig i England, men havde indgået en fred, mens Svend fortsat kæmpede. Den svenske konge Oluf var på venskabelig fod med Svend, og ydermere var de beslægtede gennem ægteskab. De var derfor naturligt allierede. Erik Jarl var drevet ud af sit eget arvedomæne af Olaf Tryggvason, i lighed med det der formodentlig skete for hans far Håkon Jarl; Eriks motiv var derfor sandsynligvis hævn.
Ud fra de mange forskellige og i flere tilfælde modstridende oplysninger i kilderne har historikere forsøgt at rekonstruere den mest sandsynlige årsagssammenhæng, der førte til selve slaget. Intet taler imod, at Olaf var på vej hjem fra Vendland til Norge, da han blev angrebet; mens sagaernes fremhævning af dronning Thyri og omstændighederne omkring deres ægteskabs betydning sikkert er overdrevet. Stridigheder omkring medgift gør det sandsynligt, at Olaf forventede en snarlig krig, og at han derfor måske var i Vendland for at finde allierede til kommende kampe; det støttes dog ikke af nogen af kilderne. Sigvaldis rolle omgærdes af mystik. Hans forræderi kan være en litterær tilføjelse i senere beretninger, men spor i fragmenter af samtidige skjaldedigte tyder på, at han bedrog Olaf.

## Tid og sted
Den eksakte dato for slaget ved Svold er usikker. Alle kilder, hvori slaget dateres, fortæller, at det blev udkæmpet omkring år 1000; den ældste kilde, hvori der nævnes en dato, er Íslendingabók, skrevet omkring 1128; her bliver det fortalt, at slaget fandt sted om sommeren. Oddr Snorrason fortæller videre, at slaget huskes for dem, der "faldt på Ides septemberis", (dvs. 10. eller 11. september). Mesta fastlægger datoen til 9. september. Andre kilder støtter enten den ene eller den anden dato. Da flere i middelalderen anså september som årets sidste måned, er det muligt, at slaget fandt sted i det år, vi kender som 999.
Svolds beliggenhed er behæftet med endnu større usikkerhed end datoen. Ifølge Adam af Bremen fandt slaget sted i Øresund, mens Ágrip og Historia Norwegie blot fortæller, at det var ud for Sjællands kyst.  Den norske Theodoricus monachus stedfæster slaget til et sted nær øen Svöldr, som ligger tæt på "Slavia". Fagrskinna beretter om en ø ud for Vinðlands kyst, der kaldes Svölðr.  Oddr Snorrason og Snorre i Heimskringla bekræfter begge øens navn, men fortæller intet om, hvor den ligger. En bevaret strofe af Skule Torsteinsson indeholder en hentydning til "Svolds munding", hvilket kunne tyde på, at Svold i virkeligheden var navnet på en flod, der pga. uvidenhed om vendisk geografi blev til en ø i nordisk litteratur.  I Østfold findes stednavnet Svaler, jfr. Svalerødkilen yderst i Ringdalsfjorden.  "Svaler" kunne så være blevet til "Svolder" (det norske navn på Svold). Navnet ses også på et landkort fra Karl 12.s tid, og i Skule Torsteinssons kvad om slaget, hvor der tales om Svàlthrar munni (= Svolds munding, udløbet af Svold). 
Den danske Annales Ryenses afviger fra de øvrige kilder, idet den placerer slaget i Slien. Blandt moderne historikere diskuteres det stadig, hvor slaget fandt sted. De fleste støtter enten Øresund eller farvandet nær Rügen som kampscene.

## Flåderne
Ifølge alle de nordiske kilder kæmpede Olaf Tryggvasons mænd mod en overvældende overmagt; fx fortælles det i Fagrskinna, at han selv kun havde en lille styrke, mens havet omkring var dækket med krigsskibe. Og i de kilder, der specifikt nævner antallet af skibe i Olafs flåde, nævner alle tallet elleve, mens antallet i modstandernes flåde varierer fra tekst til tekst.
| Kilde                | Olaf Tryggvason | Oluf Skötkonung | Erik Jarl | Svend Tveskæg | Allierede totalt |
| -------------------- | --------------- | --------------- | --------- | ------------- | ---------------- |
| Oddr Snorrason       | 11              | 60              | 19        | 60            | 139              |
| Ágrip                | 11              | 30              | 22        | 30            | 82               |
| Historia Norwegie    | 11              | 30              | 11        | 30            | 71               |
| Theodoricus monachus | 11              | -               | -         | -             | 70               |
| Rekstefja            | 11              | 15              | 5         | 60            | 80               |

Nogle af sagaerne refererer en strofe af Halldórr ókristna, der fortæller, at Olaf var sejlet sydpå med 71 skibe. Forskellen på flådens størrelse på ud- og hjemrejsen forklares i reglen med, at mange af skibene havde tilhørt forræderen Sigvaldi, samt at flere af de øvrige var sluppet forbi Svold, før de faldt i baghold.
Tre af Olafs skibe bliver beskrevet detaljeret i sagaerne. I Heimskringla fortælles det at Tranen var et stort hurtigsejlende krigsskib med plads til 30 roere, der havde en høj for- og bagstævn. Det var blevet bygget til Olaf og havde været hans flagskib. Det andet, som Olaf selv styrede, var både større og finere end Tranen. Han havde konfiskeret det fra en hedning, som Olaf fik torteret til døde, fordi han ikke ville konvertere til kristendommen. På forstavnen var der et dragehoved, og en krog agter havde form som en hale. Begge dele var forgyldt. Dette skib blev kaldt Ormen, da det med sejlet hejst lignede en bevinget drage. Snorre Sturlason beskrev det som det fineste skib i hele Norge.
Olafs tredje flagskib, Ormen hin lange var et legendarisk skib, der omtales i flere sagaer. Snorre fortæller:
Det var en drake, bygd slik som Ormen, som kongen hadde hatt med fra Hålogaland; men dette skipet var mye større og mer forseggjort på alle måter. Han kalte det Ormen Lange, og det andre for Ormen Stutte. Det var 34 rom på Ormen Lange. Hodet og kroken var helt forgylte; og det var like høyt til relinga som et havskip. Det er det beste skip som har vært bygd i Norge og det som har kostet mest.
Det eneste af de allieredes skibe, der omtales er Erik Jarls Jernvædderen. Ifølge Fagrskinna var det det største af alle skibe. Snorre beskriver det mere detaljeret i Heimskringla:
Eirik jarl hadde en uhorvelig stor barde (skip med bard – skjegg – midtstykke over stavnene), som han brukte å ha i viking; det var jernkam på den øverste på hver av stavnene, og nedover fra den et jernspant så tjukt og så bredt som sjølve kjølen, og det gikk helt ned i sjøen.

## Slagets forløb
Det er usandsynligt, at nogle af sagaforfatterne havde præcise oplysninger om de enkelte begivenheder i slaget udover de få brudstykker fra de overleverede digte. Ikke desto mindre beskriver de i detaljer hovedpersonernes engagement gennem tale og handling.
Oddr Snorrason fortæller, at Olaf Tryggvasons skibe passerede det sted, hvor de allierede havde ankret op, i en lang linje uden orden, da de forventede et angreb. De to konger og Erik Jarl holder udkig, og Erik optræder som den forsigtige, der bedst kender den norske styrke, mens de to konger er meget ivrige for at komme i kamp. Hver gang et nyt skib dukker op, er det større end det foregående. Svenskerne og danskerne tror derfor, at det er Ormen hin lange, og vil derfor straks angribe det. Erik, som kender skibet, holder dem imidlertid tilbage:
Det er ikke kong Olaf på sit skib. Jeg kender dette skib, fordi jeg ofte har set det. Det er ejet af Erlingr Skjálgsson fra Jaðarr, og det er bedre at angribe dette skib fra agterenden. Det er bemandet med sådanne karle, at skulle vi møde kong Olaf Tryggvason, så vil vi snart finde ud af, at det er bedre at finde et hul i hans flåde end kæmpe mod dette langskib.
Da Erik til slut indvilger i at angribe, praler kong Svend med, at han vil kommandere over Ormen hin lange, inden solen går ned. Til det siger Erik, mens kun få hørte det, at det aldrig ville ske, hvis han kun havde haft den danske hær til sin rådighed. Mens de allierede begynder deres angreb, ændrer fortællingen synsvinkel til Olafs norske flåde.
Olaf kunne havde brugt sejl og årer til at forsøge at undslippe sine fjender, efter at han var opdaget, men han nægtede af stikke af og vender om for at kæmpe med sine elleve skibe. Da han ser den danske flåde lægge sig i slagorden foran ham, siger han: "Skovens geder vil ikke overmande os, for danskernes mod er som geders. Vi skal ikke frygte denne styrke, fordi danskerne aldrig har vundet en sejr, når de har kæmpet på skibe. Olaf afviser på samme måde svenskerne, her med henvisning til deres hedenske skikke:
Svenskerne vil have en lettere og mere munter tid ved at slikke deres offerskåle end ved at borde Ormen hin lange, når de står overfor vores våben og forsøger at rydde vores skibe. Jeg forventer ikke, at vi skal frygte hestespiserne.
Det er først i det øjeblik, Olaf Tryggvason får øje på Erik Jarls styrke, at han vil erkende, at slaget vil blive svært, idet: "de er nordmænd lige som os". Sagaens vægt på Eriks bidrag står i direkte kontrast til Adam af Bremens og Saxo Grammaticus beretning. Her bliver slaget fremstillet som en dansk sejr, mens Erik og hans norske mænd ikke bliver nævnt.
Sagaforfatterne giver nordmændene al æren i slaget; fx er Erik Jarl ifølge dem den eneste af Olaf Tryggvasons modstandere, der besidder nogen form for snildhed, og den der viser sig som Olafs stærkeste modstander. Danskerne og svenskerne farer frem mod Olafs linjer og bliver slået tilbage med store tab, mens Erik angriber Olafs flanker, hvor han ét for ét rydder Olafs skibe, indtil Ormen hin lange er alene tilbage.
Flådernes slagorden, som den fremstilles i sagaerne, var den, man almindeligvis brugte gennem hele middelalderen i forbindelse med søkrig. Olaf var den defensive part, og han surrede derfor sine skibe sammen, så de dannede en fast linje. Sit flagskib placerede han centralt. Hans flåde fik derved form af en flydende fæstning, og hans eget skib, der var det største og højeste, fungerede som et tårn, hvorfra pile og spyd kunne sendes ned på modstandernes skibe; de måtte omvendt skyde opad. Sammensurringen frigav også alle hænder til kamp, i modsætning til angriberne, hvor en stor del af mandskabet skulle bruges til at navigere. Med denne opstilling kunne Olaf reducere den fordel, hans fjender havde gennem deres større antal.

### Einarr Þambarskelfir
En af de bedst kendte episoder fra slaget er beretningen om Einarr Þambarskelfir, en bueskytte i Olafs Tryggvasons flåde, der senere hen blev en snedig politiker. I "Heimskringla" beskrives hans forsøg på at ramme og dræbe Erik Jarl, og dermed vende slaget:
Einar skaut paa Eirik jarl og raaka styreknappen ovanfor hovude til jarlen, so pili gjekk inn radt til pilebande (180). Jarlen saag dit, og spurde um dei visste kven som skaut. Men i de same kom de ei onnor pil so nær jarlen, at ho flaug imillom sida og armen paa han og bak i hovudfjøli (181), so odden stod langt igjenom. Daa sagde jarlen til ein mann, som sume kallar Finn, men sume segjer at han var finsk, og som var ein dugande bogeskyttar: "Skjot den store mannen i krappe-rome, du." Finn skaut, og pili kom midt paa bogen hans Einar, nett som han spente bogen sin tridje gongen, og bogen gjekk i tvo stykke. Daa sagde kong Olav: "Kva brast der so høgt?" Einar svarar: "Norig er hendane dine, konge." "So stor bresten var de visst ikkje," segjer kongen, "tak min boge og skjot med," og kasta bogen til han. Einar tok bogen og drog han strakst fram yvi odden paa pili og sagde: "For veik, for veik er kongens boge," og kasta bogen attende og tok skjolden sin og sverde og slost med.
Den samme beretning findes i Gesta Danorum, her sigter Einarr dog mod Konge Svend i stedet for Erik Jarl.

### Kong Olafs død
Til sidst bliver modstanden på Ormen hin lange også overvundet, og Olaf Tryggvason endeligt besejret. De danske kilder fortæller, at da Olaf indså, at alt var tabt, kastede han sig i vandet og druknede; ifølge Adam af Bremen en afslutning, som passede til hans liv. Saxo Grammaticus fortæller, at Olaf foretrak selvmord frem for at dø i sine fjenders vold og derfor kastede sig i havet iført fuld rustning for ikke at bevidne sine fjenders triumf. I de islandske og norske kilder finder vi flere detaljer og større sympati for Olaf; fx antyder Hallfreðrs i sit mindedigt for sin herre muligheden for, at han undslap døden ved Svold. I sagaerne findes der flere forklaringer på Olafs skæbne. I Ágrip findes denne beskrivelse:
Men ingenting vides om kong Óláfrs fald. Det blev set, da kampen stilnede af, at han stod, stadig i live, på agterdækket af Ormen hin lange, som havde toogtredive ropladser. Men da Erik gik hen til agterenden for at lede efter kongen, var der et lysskær, der glimtede foran ham som havde der været et lyn, og da lyset forsvandt var kongen selv væk.
I andre sagaer spekuleres der i, at Olaf nåede ind til kysten, enten ved at svømme, få hjælp fra engle eller blive reddet om bord på et vendisk skib. Det bliver også foreslået, at kongen søgte frelse for sine synder ved at indtræde i en klosterorden. Mesta beskriver en række syn af ham i Det Hellige Land, det seneste i 1040'erne.
Disse rygter placerede Olaf Tryggvason i selskab med Karl den Store, kong Arthur og Frederik Barbarossa – legendariske helte, hvis død folk ikke kunne tro på, og som de stadig ventede skulle komme tilbage. Det er fx karakteristisk, at tegneren Erik Werenskiolds billede af Olaf Tryggvason i en udgave Snorres kongesagaer har portrætlighed med tegnerens nabo, den norske nationalhelt Fridtjof Nansen.

## Efterspil
Efter slaget ved Svold blev Olaf Tryggvasons norske kongerige delt mellem de sejrende allierede. Den mest detaljerede beskrivelse af fordelingen findes i Heimskringla, og ifølge den blev Norge delt i tre: den svenske konge Oluf fik udover fire distrikter i Trondheim Møre, Romsdal og Ranrike. Han forlenede disse områder til Jarl Svein Hákonarson, der var hans svigersøn og Erik Jarls halvbror. Svend Tveskæg tog kontrollen over Viken, som længe havde været under stærk dansk indflydelse. Den resterende del af Norge blev regeret af Erik Jarl, han blev Svends vasal. Ifølge Fagrskinna var opdelingen anderledes: Den svenske del bestod her af Oppland og del af Trondheim. De øvrige kilder er mindre specifikke.
De to halvbrødre Erik og Svein viste sig som kompetente jarler, da deres regering førte til vækst i deres lande. Størstedelen af kilderne fortæller, at de var konverteret til kristendommen, men samtidigt var tolerante over for tilhængerne af den traditionelle før-kristne religion. Denne politik, der afveg stærkt fra Olaf Tryggvasons brutale tvangskristning, ændrede næsten alle Olafs missionsbestræbelser og var et tilbageslag for den gruppe, der ønskede at kristne hele Norge. Ifølge Historia Norwegie og Ágrip af Nóregskonungasögum forsøgte jarlerne bevidst at udrydde kristendommen i Norge. Jarlebrødrenes eftermæle er med stor sandsynlighed blevet farvet af, at de regerede mellem de to meget aktive missionskonger Olaf Tryggvason og Olav den Hellige, og at eftertidens skribenter, som for en stor dels vedkommende var gejstlige, i reglen støttede en aktiv omvendelsespolitik og undertrykkelse af hedenskabet.

## Eftermæle
Flere faktorer har medvirket til at gøre slaget ved Svold til et af vikingetidens allermest berømte slag. Først og fremmest fik Olaf Tryggvason en høj status i den norsk-islandske historiografiske tradition, fordi han var den første kristne konge i Norge og derfor ham, der formelt bragte kristendommen til Island og Norge. Dertil kom, at hans dramatiske endeligt i en blodig kamp mod en overvældende overmagt havde et stort litterært potentiale. Erik Jarls hofpoeter kunne også bruge slaget til at lovprise deres herres bedrifter ved at tildele ham en afgørende rolle.
I Island, hvor man længe fortsat studerede kongesagaerne og fremstillede nye eksemplarer af dem, gav slaget fortsat inspiration til adskillige digtere og forfattere; fx genfortælles Oddr Snorrasons beretning i verseform i en rímur-cyklus fra 15. århundrede, der blev kaldt Svöldrar rímur. To andre rímur-cykler om samme emne blev komponeret i 18. århundrede, heraf er den ene blevet bevaret. I 19. århundrede skabte digteren Sigurður Breiðfjörð en helt ny rímur-cyklus, den var baseret på beretningen i Mesta.
Med de nationalistiske og romantiske bølger i 19. århundrede og med det voksende antal oversættelser af sagalitteraturen fik slaget ved Svold fornyet interesse også uden for Island. Omkring 1830 skabte færingen Jens Christian Djurhuus en ballade med titlen Ormurin langi; han fulgte i hovedtræk Snorres fortælling. Denne ballade fik en god modtagelse og er stadig en af de mest populære på Færøerne. I 2002 blev en forkortet version indspillet af bandet Týr og de fik med den en del udenlandsk opmærksomhed.
I Norge skrev Johan Nordahl Brun et patriotisk stykke i 1772, som han kaldte Einar Tambarskjelve. Det blev siden betragtet som en milepæl i norsk litteratur. Senere skrev Bjørnstjerne Bjørnson et kort digt, Olav Trygvason om sorgen, der ramte nordmændene ved kongens fald. Bjørnson indledte et samarbejde med Edvard Grieg om en opera om Olaf Tryggvason, men de to blev uenige, før arbejdet var fuldført. Mange år senere blev projektet genoptaget af Ragnar Søderlind, som fuldførte operaen. Den fik premiere i september 2000 ved tusindårsdagen for slaget ved Svold. I en scene fra slaget har Søderlind brugt skæbnemotiver fra Wagner, Beethoven og Liszt i sin egen musik.
Også uden for Norden har slaget været kunstnerisk inspirerende. Et af de nyeste eksempler er en japansk manga af Ryō Azumi. Den bedst kendte fremstilling af slaget på engelsk findes sandsynligvis i Henry Wadsworth Longfellows digtsamling Tales of a Wayside Inn fra 1863. Her findes en cyklus The Saga of King Olaf, hvor en større del er viet slaget ved Svold. Et vers lyder: 
Louder the war-horns growl and snarl,
Sharper the dragons bite and sting!
Eric the son of Hakon Jarl
A death-drink salt as the sea
Pledges to thee,
Olaf the King!